# Freegate
Freegate là phần mềm cho phép người sử dụng internet từ Trung Quốc lục địa, Syria, Iran,và Các Tiểu vương quốc Ả Rập Thống nhất, và những quốc gia khác có kiểm duyệt internet, để xem các trang web bị chặn bởi chính phủ của họ. Chương trình này lợi dụng một loạt các proxy mở, cho phép người sử dụng để vượt qua tường lửa được các nhà nước đó sử dụng để chặn các trang web . Developer Dynamic Internet Technology (Công nghệ Phát triển Internet Năng động - viết tắt: DIT) ước tính có 200.000 người sử dụng Freegate vào năm 2004. Giám đốc điều hành hiện nay của DIT là Bill Xia.
Đây là một phần mềm ứng dụng và miễn phí dành cho cá nhân để vượt những tường lửa do nhà nước ở những quốc gia có kiểm duyệt internet, để ngăn chận quyền trao đổi, tiếp cận thông tin của công dân nước mình, không cho họ truy cập vào các trang web phản biện không mong muốn hoặc trao đổi với bên ngoài, điều mà nhà cầm quyền cho rằng không có lợi cho chế độ đó.
Freegate được phân phối lần đầu vào tháng 6 năm 1994 và cập nhật lần gần đây nhất là  bản 7.25 vào ngày 22 tháng 1 năm 2012.

## Lịch sử phát triển
Freegate được phát triển bởi học viên Pháp Luân Công  và được tài trợ bởi Broadcasting Board of Governors . Freegate cũng nhận được tài trợ từ  Tổ chức Human Rights in China (Tổ chức Nhân quyền tại Trung Hoa), đó cũng là một trong những khách hàng của họ  và từ Tổ chức phi lợi nhuận National Endowment for Democracy (Tổ chức trợ giúp Nhân quyền).

## Báo cáo phần mềm trojan
Theo báo The Financial Times, trích dẫn lời một nhân viên của Symantec tại Cộng hòa Nhân dân Trung Hoa, báo cáo rằng Norton AntiVirus xếp Freegate như là một phần mềm ác tính (trojan) và có những lo ngại ban đầu là các báo cáo này có thể là một mánh khóe của chính quyền Đảng Cộng sản Trung Quốc (ĐCSTQ) để tìm cách loại bỏ phần mềm từ máy tính . Nhưng Symantec đã nhanh chóng hủy bỏ công bố coi phần mềm này như là một mối đe dọa và  đã giải thích rằng  phát hiện nghi ngờ là ác tính lúc đầu là được dựa trên cách phần mềm hoạt động tương tự như các phần mềm trojan ác tính khác, cũng dựa trên việc sử dụng các proxy mở để xâm nhập tường lửa được sử dụng để chặn các trang web, và Symatec đã sửa đổi bộ lọc chống Virus (máy tính) của họ  để không lọc Freegate . Nhiều báo cáo cũng cho biết là Freegate không phải là trojan .